# نيفيثا توماس
نيفيثا توماس هي ممثلة هندية، ولدت في 15 أكتوبر 1995 بكيرلا في الهند.

## وصلات خارجية
- نيفيثا توماس على موقع IMDb (الإنجليزية)
- نيفيثا توماس على موقع ميوزك برينز (الإنجليزية)
- نيفيثا توماس على موقع قاعدة بيانات الفيلم (الإنجليزية)